# 1715年イギリス総選挙
1715年イギリス総選挙（英語: British general election, 1715）は第5期グレートブリテン議会の庶民院議員を選出するために行われた選挙。

## 選挙の形勢
グレートブリテン議会は1707年にイングランド議会とスコットランド議会が合同したときに成立した。国王ジョージ1世はロンドンに到着した直後の1714年10月、トーリー党内閣を罷免して、ほぼホイッグ党員のみで構成される新しい内閣を任命した。ホイッグ党がジョージ1世の王位継承を確保したという功績があったからであり、1715年の選挙でも勝利して庶民院で多数を占めた。その後、中央政府や地方政府に勤務するトーリー党員が追放され、以降ホイッグ党優位が50年近く続いたためトーリー党は官職から排除されたままとなった。

## 区割り
グレートブリテン議会が存在した全期間を通して、区割りが変更されることはなかった。

## 選挙の日付
総選挙は1715年1月22日から3月9日まで行われた。この時代の選挙は全ての選挙区で同時に行われず、各バラや郡でバラバラに行われた（ハスティングも参照）。